# Odontites corsica
Odontites corsica är en snyltrotsväxtart som först beskrevs av Jean Loiseleur-Deslongchamps, och fick sitt nu gällande namn av G. Don f.. Odontites corsica ingår i släktet rödtoppor, och familjen snyltrotsväxter. Inga underarter finns listade i Catalogue of Life.